# SC Magdeburg
SC Magdeburg es un club deportivo alemán de la ciudad de Magdeburgo, que cuenta con disciplinas deportivas en atletismo, piragüismo, gimnasia, remo, natación y balonmano.

## Palmarés
Sección de balonmano
- Bundesligas: 13 (las 10 primeras en la DDR-Oberliga de Alemania Oriental)
  - 1970, 1977, 1980, 1981, 1982, 1983, 1984, 1985, 1988, 1991, 2001, 2022, 2024

- Copas de Alemania: 7
  - 1977, 1978, 1984, 1990, 1996, 2016, 2024

- Supercopas de Alemania: 2
  - 1996, 2001

- Copas de Europa: 5
  - 1978, 1981, 2002, 2023, 2025

- Supercopas de Europa: 3
  - 1981, 2001, 2002

- Liga Europea de la EHF: 4
  - 1999, 2001, 2007, 2021

- Campeonato Mundial de Clubes de Balonmano (Super Globe): 2
  - 2021, 2022

## Plantilla 2024-25
|  | Porteros - 01 Sergey Hernández - 80 Nikola Portner Extremos izquierdos - 06 Matthias Musche - 22 Lukas Mertens Extremos derechos - 03 Isak Persson - 11 Daniel Pettersson - 17 Tim Hornke Pívots - 09 Tim Zechel - 23 Magnus Saugstrup - 54 Oscar Bergendahl | Laterales izquierdos - 15 Antonio Serradilla - 20 Philipp Weber - 34 Michael Damgaard Centrales - 07 Felix Claar - 08 Manuel Zehnder - 10 Gísli Þorgeir Kristjánsson - 24 Christian O'Sullivan Laterales derechos - 14 Ómar Ingi Magnússon - 21 Albin Lagergren |

### Jugadores famosos
|  | - Joël Abati - Karol Bielecki - Henning Fritz - Christian Gaudin - Silvio Heinevetter - Stefan Kretzschmar | - Oleg Kuleshov - Nenad Peruničić - Sigfús Sigurðsson - Ólafur Stefánsson - Grzegorz Tkaczyk |